# Au4
Gli Au4 sono una rock band canadese, con sede a Vancouver, nella Columbia Britannica, composta dai tre fratelli Ben Wylie, Aaron Wylie, Nathan Wylie e dal loro amico Jason Nickel. Il gruppo si è formato nel 2004 e, dopo un lavoro di due anni, ha pubblicato il suo primo album, On: Audio.

## Storia della band
Gli Au4 si definiscono un Collettivo creativo audio/visuale formatosi nel 2004 in Canada, composto dai tre fratelli Ben Wylie, Aaron Wylie, Nathan Wylie e dal loro amico Jason Nickel, che iniziarono fin da piccoli a studiare musica al Royal Conservatory of Music di Toronto. In seguito, alla scuola superiore, presero parte a dei gruppi di rock alternativo, continuando gli studi musicali e partecipando anche a delle produzioni di jazz, corali e teatrali. In particolare, Nathan Wylie e Jason Nickel frequentarono successivamente la Capilano University, con sede a Squamish e Sechelt, a nord di Vancouver, approfondendo la loro conoscenza e pratica del jazz, mentre Ben Wylie ed suo fratello Aaron si dedicarono alla musica elettronica; le esperienze di questo periodo sarebbero poi confluite a formare lo stile del futuro gruppo.
Parzialmente ispirati dalla diffusione della musica elettronica negli anni 1990, come anche dagli album pietre miliari degli Underworld, Massive Attack, Björk, AIR, Nine Inch Nails, Mogwai e M83, Ben e Aaron iniziarono a comporre e dare forma a delle produzioni sia musicali che visuali, accumulando una quantità di lavoro che avrebbe in seguito trovato la sua adeguata sistemazione nel loro album d'esordio On: Audio, e nel loro live show On: Visual.
Nel 2003, Jason Nickel ascoltò i demo di Ben e Aaron e li portò al produttore Richard Dolmat. Il gruppo venne quindi ufficialmente formato, con la partecipazione anche del terzo fratello Wylie, Nathan.
Il nome del gruppo, Au4 [oh-fohr] è stato spiegato dai suoi stessi componenti come ispirato a diversi fattori: Au (pronunciato "oh") significherebbe a, con, e il numero 4 si riferirebbe alla Vita (le cavità del cuore, la valenza del Carbonio), alla Realtà (le 4 Dimensioni, i 4 Elementi), e alla Morte (Tradizione dell'Estremo Oriente, i 4 Cavalieri dell'Apocalisse).

### On: Audio(2006)
Gli Au4 hanno pubblicato il loro primo album, On: Audio il 17 marzo 2006, prodotto da loro stessi e da Richard Dolmat negli studi Digital Sound Magic, masterizzato dalla Zen Mastering a Vancouver e pubblicato dall'etichetta indipendente Torn Open Records, creata dal gruppo stesso. L'album è stato selezionato come "Album Indipendente di Rilievo del 2006" all'annuale Western Canadian Music Awards (WCMA). Successivamente alla pubblicazione, l'album è stato regolarmente trasmesso su CBC Radio 3, e reclamizzato su numerose emittenti radiofoniche negli Stati Uniti, in Brasile e in Europa, e un remix del brano "Everything Always Moving" è stato eseguito nel programma radiofonico Tiësto's Club Life trasmesso dall'emittente olandese Radio 538.

### … And Down Goes the Sky(2012)
Il secondo album degli Au4, ...And Down Goes the Sky, è stato pubblicato in versione digitale liberamente scaricabile dal sito del gruppo il 5 dicembre 2012 e successivamente è stato reso disponibile in versione CD sul loro sito commerciale.

## Curiosità
- Dei brani tratti da On: Audio sono stati trasmessi nella serie televisiva canadese di genere fantasy Sanctuary (2008–2012), nella serie televisiva canadese di genere horror Blood Ties (2007-2008) e nel film horror indipendente The Chair (2007).[11]
- Nel finale e nei titoli di coda dell'undicesimo episodio della seconda stagione della serie televisiva canadese di fantascienza Continuum (Second Guess) viene trasmesso il brano Everyone Is Everyone (and Everything Is Everything),[12] tratto dall'album … And Down Goes The Sky.[13]

## Formazione

### Membri della band
- Ben Wylie – Composizione / produzione / voce / tastiere / chitarra / Sequencing (2004–in attività)
- Aaron Wylie – produzione / Voce / Tastiere / programmazione (2004–in attività)
- Jason Nickel – basso / Voce (2005–in attività)
- Nathan Wylie – batteria / percussioni (2005–in attività)

### Collaboratori
- Richard Dolmat (Digital Sound Magic) – produzione / Engineering (2005-2006, 2011-2012)
- Vincent Marcone (MyPetSkeleton) – Album Cover Art (2006, 2012)
- Anna Vandas – voce (2005–in attività)
- Melanie Krueger – voce (2011–in attività)
- Josh Wylie – voce (2005–in attività)
- Daniel Moir – chitarra elettrica (2012)
- Niki Piper – violino (2012)
- Clara Shandler – violoncello (2012)
- Malcolm Aiken – tromba (2012)
- Peter Rose (Suite Sound Labs) – Masterizzazione (2012)
- Graemme Brown (Zen Mastering) – Masterizzazione (2006)

## Discografia

### Album
- On: Audio (17 marzo 2006, Torn Open Records)
- ...And Down Goes the Sky (2013 - Pre-release digitale: 5 dicembre 2012, Torn Open Records)

### Apparizioni in raccolte
- Everything Always Moving (appare nella raccolta TEA Volume 9 dell'etichetta indipendente Toronto Experimental Artists)[14]
- An Ocean's Measure of Sorrow (appare in Manoeuvers Vol. 1, una raccolta di musica elettronica dei gruppi di Vancouver)

## Videografia

### Video ufficiali
- So Just Hang On, Beautiful One (video, 3 luglio 2013)[15]
- Planck Length (video, 3 febbraio 2014).[16]

### Videoclips (Video Live)
- Hit and Miss - 6:42 (Video Live da concerto per la canzone "Hit and Miss")
- Mile - 6:13 (Video Live da concerto per la canzone "A Mile From Here is a Hole Where I Buried Your Love")
- Everything - 5:12 (Video Live da concerto per la canzone "Everything Always Moving")
- Ocean's - 5:51 (Video Live da concerto per la canzone "An Ocean's Measure of Sorrow")
- Tree - 4:52 (Video Live da concerto per la canzone "The Tree That Lived and Died Right Before My Eyes")
- Dreams - 5:47 (Video Live da concerto per la canzone "Of Dreams")

### Remix
- London Grammar - Strong [Au4 Remix] - 6:57 (video, 12 maggio 2014).[17]